# Вайленман, Лео
Лео Вайленман (нем. Leo Weilenmann; род. 29 сентября 1922 года в Лозанне, Швейцария — ум. 6 января 1999 года в Цюрихе, Швейцария) — швейцарский шоссейный и трековый велогонщик, выступавший с 1945 по 1952 год. Чемпион Швейцарии 1946 года на треке в персьюте.

## Достижения

### Шоссе
1945
1-й Чемпионат Цюриха
3-й Чемпионат Швейцарии
1947
2-й Тур Северо-Западной Швейцарии
1949
3-й Тур Северо-Западной Швейцарии
1952
3-й Гран-при Ле-Локля

### Трек
1945
2-й Чемпионат Швейцарии – персьют
1946
1-й  Чемпионат Швейцарии – персьют
1948
2-й Чемпионат Швейцарии – персьют
1949
2-й Чемпионат Швейцарии – персьют
1. 1 2  Leo Weilenmann // https://www.portraitarchiv.ch/portrait/show/257247